# 錦織俊政
錦織 俊政（にしごり としまさ）は、鎌倉時代の武将。

## 出自
錦織氏（錦部氏）は百済系の渡来氏族であり、佐竹氏一族の山本義経を祖とされる氏族。『吾妻鏡』に見える錦織判官代は660年に滅亡した百済から河内に逃れて定住し、判官代を世襲した渡来人の末裔であり、俊政の先祖に当たる。錦織判官代は弓と相撲を能くした戦士で、承久の乱では官兵が敗北した際に院から逃亡した。幕府は佐野太郎・次郎入道・三郎入道を呼び寄せ捕獲を命じるが捕獲できず、佐野の郎従を加勢させ漸く六波羅で捕獲した。
一説によると俊政はもと三河蒲郡郡の出と伝わる。蒲郡という名はもと蒲形と西郡を合わせた名とされるが、うち西郡は錦織の転訛か。
河内錦部郡百済郷には本氏の祀った錦織神社がある。古くは「水郡天王宮」、「牛頭天王」、「爾吾里宮天王」ともいわれ、素盞鳴命、品陀別命、菅原道真の三神を祀ったという。現在の社殿は俊政が祖廟として建てたものと伝わる。錦織氏は鎌倉時代、錦織郡の判官代として栄えた。

## 経歴
院の判官代をつとめた俊政は、元徳3年/元弘元年（1331年）に後醍醐天皇の笠置挙兵に加わり、六波羅方の包囲軍7万と戦うが（元弘の乱）、同年9月28日に奇襲を受け、行宮が陥落した際、息子の義右と共に自刃した。昭和3年（1928年）に従四位を贈せられた。